# Friedrich Lenzner
Friedrich Lenzner (* 20. Februar 1880 in Stettin; † nicht ermittelt) war ein deutscher Politiker (DVP).
Lenzner war Fabrikbesitzer in der pommerschen Provinzhauptstadt Stettin. Von 1921 bis 1925 gehörte er dem Provinziallandtag der Provinz Pommern an. Er wurde jeweils für die Deutsche Volkspartei (DVP) im Wahlkreis Stettin gewählt.  Der Provinziallandtag wählte ihn für den Zeitraum von Mai 1921 bis Februar 1926 als stellvertretendes Mitglied in den Preußischen Staatsrat, wo er der Fraktion der Preußischen Arbeitsgemeinschaft im Staatsrat angehörte. 